# The Rising of the Shield Hero
The Rising of the Shield Hero (盾の勇者の成り上がり Tate no Yūsha no Nariagari) er en japansk light novel serie i isekai og dark fantasy genrerne skrevet af Aneko Yusagi. Efter oprindeligt at være udgivet som en web novel på den brugerdrevne fiktions-hjemmeside Shōsetsuka ni Narō er serien senere blevet udgivet i bogformat af Media Factory med en udvidet historie med illustrationer af Seira Minami. Per 25. juni 2019 er 22 bind blevet udgivet.
Bogserien blev adapteret til en mangaserie af Aiya Kyū, hvilket blev udgivet af Media Factory med 20 bind udgivet per den 22. februar 2022. I Nordamerika blev rettighederne til både bog- og mangaserien opkøbt af forlaget One Peace Books og blev udgivet i på engelsk per september 2015. Den første sæson af animeserien, adapteret af Kinema Citrus, blev sendt i perioden januar til juni 2019. En efterfølgende anden sæson, co-produceret af DR Movie, har premiere april 2022. En tredje sæson er blevet annonceret, men har endnu ikke fået et udgivelsesvindue.
I Nordamerika har Crunchyroll–Funimation-partnerskabet opkøbt rettighederne til animeserien. Yderligere har Crunchyroll købt licens til at streame serien i mange vestlige lande, blandt andet Danmark.

## Handling
Naofumi Iwatani, en stille og rolig, ung japansk man, er blevet påkaldt til en anden verden sammen med tre andre mænd fra parallelle universer, for at indtage rollerne som de fire Kardinalhelte og bekæmpe inter-dimensionale horder af monstre kaldt Bølger. De fire helte er hver især blevet udrustet med deres personlige, sagnomspundne udstyr under påkaldelsesprocessen. Naofumi er blevet udrustet med det Legendariske Skjold, mens de andre helte modtager et sværd, en bue, og et spyd. Modsat de andre helte, som bliver fuldt og fast støttet af kongeriget og opnår adskillige, stærke allierede, så har Naofumi ikke heldet med sig, da hans eneste kammerat, som viser sig at være kongerigets prinsesse, forråder ham, stjæler alle hans ejendele og efterlader ham uden nogen form for hjælp eller forsyninger, da hun skaber en falsk anklage om, at han skulle have begået seksuelt overgreb på hende.
Forhånet af adelen og udstødt af alle, lige fra de andre Helte til bønderne, tvinges en ny kynisk Naofumi til at træne som helt på egen hånd, mens at han prøver at tjene til dagen og vejen. Naofumi møder en slavehandler, af hvem han køber et ungt tanuki-demi-menneske ved navn Raphtalia og et æg, hvorfra et fuglemonster ved navn Filo udklækkes. Begge vokser hurtigt op og bliver mægtige krigere i hans varetægt. Som de lidt efter lidt opnår tillid og taknemmelighed fra rigets folk med deres heroiske gerninger, arbejder Naofumi og hans kammerater sammen om at udføre deres mission som frelsere, alt imens at de opklarer mysteriet om Bølgerne, og finder svar på, hvorfor de ikke blot er en trussel til denne verden, men også alle andre verdner.